# Kateryna Bondarenko
Kateryna Volodymirivna Bondarenko (in ucraino Катерина Володимирівна Бондаренко?; Krivoj Rog, 8 agosto 1986) è una tennista ucraina.
È alta 175 centimetri e pesa 60 chilogrammi. La sua carriera è iniziata nel 2000. Destrimane, gioca il diritto a una mano e il rovescio a due mani. I suoi migliori risultati nei tornei del Grande Slam sono il terzo turno all'Australian Open 2009, il secondo turno all'Open di Francia 2007, il secondo turno al torneo di Wimbledon 2006 e 2007 e i quarti di finale agli US Open 2009. La sua migliore posizione di doppio è la nona (20 ottobre 2008).
Kateryna è la sorella minore di Al'ona Bondarenko. Insieme hanno vinto l'Australian Open in doppio nel 2008.

## Carriera

### 2003
La tennista si affaccia nel circuito maggiore qualificandosi, nel mese di febbraio, nel Wta di Bogotà perdendo al primo turno dalla più quotata Catalina Castaño. Dopo alcuni mesi di assenza, ritorna ad agosto nell'ITF Gdynia perdendo in finale. Successivamente raggiunga un'altra finale a Oulu, perdendola. Nel mese di novembre si qualifica nel Wta di Pattaya, giungendo al secondo turno.

### 2004
Ad aprile, partendo dalle qualificazioni, giunge in finale nell'ITF di Bari, perdendo da sua sorella Alona. Riesce a qualificarsi nel Wta di Tashkent, sconfitta al primo turno da Virginie Razzano.

### 2005
Grazie ad una wild card, giunge ai quarti a Memphis, battuta dalla nº1 del tabellone, Vera Zvonarëva per 7-5 6-0. Dopo mesi di scarsi risultati si qualifica a Wimbledon, sconfitta all'esordio da Conchita Martínez. Raggiunge il terzo turno a Los Angeles partendo dalle qualificazioni e venendo battuta da Daniela Hantuchová. Giunge al secondo quarto Wta dell'anno a Tashkent, perdendo dalla futura campionessa Michaëlla Krajicek.

### 2006
Inizia l'anno perdendo all'ultimo turno di qualificazioni a Melbourne. Si qualifica a Pattaya, ma esce all'esordio. Parte dalle qualificazioni e raggiunge il secondo turno a Dubai, eliminata da Justine Henin. Riesce a qualificarsi nei tornei di Amelia Island, Charleston e Roma uscendo sempre al primo turno. Esce al secondo turno a Wimbledon, suo miglior risultato nelle prove dello Slam. Viene eliminata al secondo turno a San Diego partendo dalle qualificazioni.
Raggiunge il primo quarto Wta dell'anno a Tashkent, eliminata da Iroda Tulyaganova. A fine anno si aggiudica il torneo ITF di Dubai.

### 2007
Giunge ai quarti a Doha, partendo dalle qualificazioni, battuta da Jelena Janković. Nei tornei sulla terra rossa si registrano buoni risultati per l'ucraina. Partendo da ogni torneo dalle qualificazioni, raggiunge il secondo turno a Varsavia, Berlino e al Roland Garros, e il terzo turno nel torneo di Roma. Sul cemento americano raccoglie pochi risultati di rilievo, perdendo quasi sempre al primo turno e raggiungendo come miglior risultato gli ottavi a Los Angeles e il secondo turno agli US Open. Raggiunge i quarti a Stoccarda battendo tra le altre la N°5 del mondo Ana Ivanović.

### 2008
L'anno non è molto brillante per la Bondarenko che fino al mese di maggio, raggiunge come miglior risultato i quarti a Parigi. Vince il primo torneo Wta a Birmingham, battendo in finale la belga Yanina Wickmayer per 7–6(7) 3-6 7–6(4). Nel mese di settembre giunge al secondo turno a Stoccarda perdendo da Venus Williams.

### 2009
A Melbourne raggiunge il terzo turno, battendo al primo ostacolo la N°10 del tabellone Agnieszka Radwańska. Nei mesi successivi raggiunge il terzo turno sia a Roma che al Roland Garros. Arriva ai quarti a Praga perdendo da Francesca Schiavone. Partendo dalle qualificazioni raggiunge il secondo turno a Cincinnati, battuta da Serena Williams, e il terzo turno a Toronto, perdendo da Agnieszka Radwańska dopo aver eliminato Venus Williams. Agli US Open arriva al suo primo quarto di finale in uno Slam battendo nell'ordine Ivanovic, Perry, Rodionova e Dulko e venendo sconfitta da Yanina Wickmayer. Partendo dalle qualificazioni raggiunge il terzo turno a Tokyo, battendo nel turno precedente Elena Dement'eva, e il secondo turno a Pechino.

### 2010
La stagione è costellata da vari infortuni, raggiungendo come risultati di rilievo il secondo turno a Melbourne, al Roland Garros e agli US Open. A fine anno vince l'ITF di Bratislava rientrando nuovamente nelle Top 100.

### 2011
Parte l'anno arrivando ai quarti ad Auckland sconfitta da Julia Görges. Dopo un periodo nero, arrivano risultati di rilievo. Giunge al terzo turno a Wimbledon sconfitta da Nadia Petrova. Arriva ai quarti a Budapest, a Dallas e a Baku, e alle semifinali a Bad Gastein.

### 2012
Raggiunge il terzo turno a Doha, partendo dalle qualificazioni, sconfitta da Monica Niculescu. Giunge al secondo turno a Miami dove viene eliminata da Daniela Hantuchová per 6(4)–7 6-2 7–6(4).

## Vita privata
Sposata dal 2010 con Denis Volodko, ha rallentato la carriera sportiva a causa delle sue gravidanze: è diventata per la prima volta mamma nel 2013, e nel 2019 ha dato alla luce il secondo figlio.

## Statistiche WTA

### Singolare

#### Vittorie (2)
| Legenda              | Legenda               | Legenda      |
| -------------------- | --------------------- | ------------ |
| Grande Slam (0)      |                       |              |
| Ori Olimpici (0)     |                       |              |
| WTA Finals (0)       |                       |              |
| WTA Elite Trophy (0) |                       |              |
| Prima del 2009       | Dal 2009 al 2020      | Dal 2021     |
| Tier I (0)           | Premier Mandatory (0) | WTA 1000 (0) |
| Tier II (0)          | Premier 5 (0)         | WTA 1000 (0) |
| Tier III (1)         | Premier (0)           | WTA 500 (0)  |
| Tier IV (0)          | International (1)     | WTA 250 (0)  |
| Tier V (0)           | International (1)     | WTA 250 (0)  |

| N. | Data              | Torneo                    | Superficie | Avversaria in finale | Punteggio           |
| 1. | 15 giugno 2008    | AEGON Classic, Birmingham | Erba       | Yanina Wickmayer     | 7-6(7), 3-6, 7-6(4) |
| 2. | 30 settembre 2017 | Tashkent Open, Tashkent   | Cemento    | Tímea Babos          | 6-4, 6-4            |

### Doppio

#### Vittorie (4)
| Legenda              | Legenda               | Legenda      |
| -------------------- | --------------------- | ------------ |
| Grande Slam (1)      |                       |              |
| Ori Olimpici (0)     |                       |              |
| WTA Finals (0)       |                       |              |
| WTA Elite Trophy (0) |                       |              |
| Prima del 2009       | Dal 2009 al 2020      | Dal 2021     |
| Tier I (0)           | Premier Mandatory (0) | WTA 1000 (0) |
| Tier II (1)          | Premier 5 (0)         | WTA 1000 (0) |
| Tier III (0)         | Premier (0)           | WTA 500 (0)  |
| Tier IV (0)          | International (2)     | WTA 250 (0)  |
| Tier V (0)           | International (2)     | WTA 250 (0)  |

| N. | Data             | Torneo                         | Superficie  | Partner           | Avversari in finale                       | Punteggio        |
| 1. | 26 gennaio 2008  | Australian Open, Melbourne     | Cemento     | Al'ona Bondarenko | Viktoryja Azaranka Shahar Peer            | 2-6, 6-1, 6-4    |
| 2. | 10 febbraio 2008 | Open Gaz de France, Parigi     | Cemento (i) | Al'ona Bondarenko | Vladimíra Uhlířová Eva Hrdinová           | 6-1, 6-4         |
| 3. | 13 luglio 2009   | Sparta Prague Open, Praga      | Terra rossa | Al'ona Bondarenko | Iveta Benešová Barbora Záhlavová-Strýcová | 6-1, 6-2         |
| 4. | 8 marzo 2020     | Abierto GNP Seguros, Monterrey | Cemento     | Sharon Fichman    | Miyu Katō Wang Yafan                      | 4-6, 6-3, [10-7] |

#### Sconfitte (7)
| Legenda               | Legenda      |
| --------------------- | ------------ |
| Grande Slam (0)       |              |
| Argenti Olimpici (0)  |              |
| WTA Finals (0)        |              |
| WTA Elite Trophy (0)  |              |
| Dal 2009 al 2020      | Dal 2021     |
| Premier Mandatory (0) | WTA 1000 (0) |
| Premier 5 (0)         | WTA 1000 (0) |
| Premier (1)           | WTA 500 (0)  |
| International (5)     | WTA 250 (1)  |

| N. | Data             | Torneo                                    | Superficie  | Partner           | Avversari in finale               | Punteggio   |
|    | 17 agosto 2008   | 4º posto ai Giochi olimpici, Pechino      | Cemento     | Al'ona Bondarenko | Yan Zi Zheng Jie                  | 2-6, 2-6    |
| 1. | 16 gennaio 2009  | Moorilla Hobart International, Hobart     | Cemento     | Al'ona Bondarenko | Gisela Dulko Flavia Pennetta      | 2-6, 6(4)-7 |
| 2. | 11 luglio 2009   | GDF SUEZ Grand Prix, Budapest             | Terra rossa | Al'ona Bondarenko | Alisa Klejbanova Monica Niculescu | 4-6, 6(5)-7 |
| 3. | 14 gennaio 2011  | Moorilla Hobart International, Hobart (2) | Cemento     | Līga Dekmeijere   | Sara Errani Roberta Vinci         | 3-6, 5-7    |
| 4. | 1º maggio 2015   | Sparta Prague Open, Praga                 | Terra rossa | Eva Hrdinová      | Belinda Bencic Kateřina Siniaková | 2-6, 2-6    |
| 5. | 27 agosto 2016   | Connecticut Open, New Haven               | Cemento     | Chuang Chia-jung  | Sania Mirza Monica Niculescu      | 5-7, 4-6    |
| 6. | 29 febbraio 2020 | Abierto Mexicano Telcel, Acapulco         | Cemento     | Sharon Fichman    | Desirae Krawczyk Giuliana Olmos   | 3-6, 6(5)-7 |
| 7. | 25 luglio 2021   | BNP Paribas Poland Open, Gdynia           | Terra rossa | Katarzyna Piter   | Anna Danilina Lidzija Marozava    | 3-6, 2-6    |

## Circuito WTA 125

### Singolare

#### Sconfitte (1)
| N. | Data         | Torneo                                                | Superficie | Avversaria in finale | Punteggio |
| 1. | 4 marzo 2018 | Oracle Challenger Series - Indian Wells, Indian Wells | Cemento    | Sara Errani          | 4-6, 2-6  |

## Statistiche ITF

### Singolare

#### Vittorie (6)
| Torneo $100.000 (0) |
| Torneo $80.000 (0)  |
| Torneo $75.000 (1)  |
| Torneo $60.000 (0)  |
| Torneo $50.000 (1)  |
| Torneo $40.000 (1)  |
| Torneo $25.000 (2)  |
| Torneo $15.000 (0)  |
| Torneo $10.000 (1)  |

| N. | Data             | Torneo                                           | Superficie  | Avversaria in finale | Score       |
| 1. | 8 dicembre 2002  | NECC ITF International Women's Tournament, Pune  | Cemento     | İpek Şenoğlu         | 6-1, 6-1    |
| 2. | 16 dicembre 2006 | Al Habtoor Tennis Challenge, Dubai               | Cemento     | Kacjaryna Dzehalevič | 6-1, 6-3    |
| 3. | 21 novembre 2010 | Ritro Slovak Open, Bratislava                    | Cemento (i) | Evgenija Rodina      | 7-6(3), 6-2 |
| 4. | 5 ottobre 2014   | Internacional Femenil Monterrey, Monterrey       | Cemento     | Ana Vrljić           | 6-1, 7-5    |
| 5. | 26 ottobre 2014  | Tennis Classic of Macon, Macon                   | Cemento     | Grace Min            | 6-4, 7-5    |
| 6. | 8 gennaio 2023   | ITF Women's Circuit presented by SAT, Nonthaburi | Cemento     | Valerija Savinych    | 6-2, 6-3    |

#### Sconfitte (4)
| Torneo $100.000 (0) |
| Torneo $80.000 (0)  |
| Torneo $75.000 (0)  |
| Torneo $60.000 (0)  |
| Torneo $50.000 (0)  |
| Torneo $40.000 (0)  |
| Torneo $25.000 (2)  |
| Torneo $15.000 (0)  |
| Torneo $10.000 (2)  |

| N. | Data             | Torneo                     | Superficie  | Avversaria in finale | Score         |
| 1. | 10 agosto 2003   | Gdynia Open, Gdynia        | Terra rossa | Daniela Kix          | 7–5, 5–7, 3–6 |
| 2. | 17 agosto 2003   | Oulu Ladies, Oulu          | Terra rossa | Monique Adamczak     | 3–6, 4–6      |
| 3. | 25 aprile 2004   | Trofeo Martino, Bari       | Terra rossa | Al'ona Bondarenko    | 6–2, 2–6, 4–6 |
| 4. | 4 settembre 2022 | Leiria Ladies Open, Leiria | Cemento     | Natalija Stevanović  | 6-2, 4-6, 4-6 |

### Doppio

#### Vittorie (6)
| Torneo $100.000 (0) |
| Torneo $80.000 (0)  |
| Torneo $75.000 (0)  |
| Torneo $60.000 (2)  |
| Torneo $50.000 (1)  |
| Torneo $40.000 (0)  |
| Torneo $25.000 (2)  |
| Torneo $15.000 (0)  |
| Torneo $10.000 (1)  |

| N. | Data             | Torneo                                             | Superficie  | Compagna           | Avversarie in finale                 | Punteggio           |
| 1. | 8 dicembre 2002  | NECC ITF International Women's Tournament, Pune    | Cemento     | Akgul Amanmuradova | Sania Mirza Radhika Tulpule          | 6–3, 7-6(1)         |
| 2. | 19 marzo 2006    | ITF Women's Circuit Orange, Orange                 | Cemento     | Al'ona Bondarenko  | Stéphanie Dubois Lilia Osterloh      | 6-2, 6-4            |
| 3. | 29 giugno 2014   | Rolls Royce Women's Cup Kristinehamn, Kristinehamn | Terra rossa | Cornelia Lister    | Ysaline Bonaventure Sandra Zaniewska | w/o                 |
| 4. | 13 febbraio 2022 | World Tennis Tour Cancun, Cancún                   | Cemento     | Carol Zhao         | Jacqueline Cabaj Awad Lina Glushko   | 7–5, 6(5)-7, [10–7] |
| 5. | 6 agosto 2022    | Lexington Challenger, Lexington                    | Cemento     | Aldila Sutjiadi    | Jada Hart Dalayna Hewitt             | 7-5, 6-3            |
| 6. | 6 novembre 2022  | Barranquilla Open, Barranquilla                    | Cemento     | Tímea Babos        | Carolina Alves Valerija Strachova    | 3-6, 7-5, [10-7]    |

#### Sconfitte (12)
| Torneo $100.000 (3) |
| Torneo $80.000 (0)  |
| Torneo $75.000 (1)  |
| Torneo $60.000 (1)  |
| Torneo $50.000 (2)  |
| Torneo $40.000 (2)  |
| Torneo $25.000 (0)  |
| Torneo $15.000 (0)  |
| Torneo $10.000 (3)  |

| N.  | Data              | Torneo                                           | Superficie      | Compagna            | Avversarie in finale                       | Punteggio        |
| 1.  | 27 maggio 2001    | Olecko Cup, Olecko                               | Terra rossa     | Valeria Bondarenko  | Martina Babáková Lenka Snajdrova           | 2–6, 2–6         |
| 2.  | 2 settembre 2001  | Mostar Ladies Open, Mostar                       | Terra rossa     | Mojca Mileta        | Maria Jedlickova Lenka Tvarošková          | 4–6, 4–6         |
| 3.  | 16 agosto 2003    | Oulu Ladies, Oulu                                | Terra rossa     | Irina Kuzmina-Rimša | Nicole Melch Yvonne Meusburger             | 3–6, 6–4, 1–6    |
| 4.  | 15 novembre 2005  | Internationaux de Touques, Deauville             | Terra rossa (i) | Al'ona Bondarenko   | Stéphanie Cohen-Aloro Selima Sfar          | 3–6, 1–6         |
| 5.  | 15 dicembre 2006  | Al Habtoor Tennis Challenge, Dubai               | Cemento         | Valeria Bondarenko  | Jelena Kostanić Tošić Mervana Jugić-Salkić | 3–6, 0–6         |
| 6.  | 15 settembre 2007 | Kharkiv Ladies Cup, Charkiv                      | Cemento         | Al'ona Bondarenko   | Marija Korytceva Dar'ja Kustova            | 6(10)–7, 3–6     |
| 7.  | 19 ottobre 2014   | Abierto Tampico, Tampico                         | Cemento         | Valerija Savinych   | Petra Martić Maria Sanchez                 | 3-6, 6-3, [2-10] |
| 8.  | 11 dicembre 2022  | Al Habtoor Tennis Challenge, Dubai               | Cemento         | Magdalena Fręch     | Tímea Babos Kristina Mladenovic            | 1-6, 3-6         |
| 9.  | 7 gennaio 2023    | ITF Women's Circuit presented by SAT, Nonthaburi | Cemento         | Hiroko Kuwata       | Liang En-shuo Ma Yexin                     | 0-6, 3-6         |
| 10. | 10 giugno 2023    | La Marsa Open, La Marsa                          | Cemento         | Hiroko Kuwata       | Marija Kozjreva Wei Sijia                  | 7-5, 4-6, [6-10] |
| 11. | 21 ottobre 2023   | Shenzhen Longhua Open, Shenzhen                  | Cemento         | Tímea Babos         | Kristina Mladenovic Moyuka Uchijima        | 2-6, 5-7         |
| 12. | 20 luglio 2024    | Porto Open, Porto                                | Cemento         | Anna Rogers         | Arianne Hartono Prarthana Thombare         | 3–6, 4–6         |

## Grand Slam Junior

### Singolare

#### Vittorie (1)
| Tornei del Grande Slam  |
| ----------------------- |
| Australian Open (0)     |
| Open di Francia (0)     |
| Torneo di Wimbledon (1) |
| US Open (0)             |

| N. | Data          | Torneo                      | Superficie | Avversaria in finale | Punteggio        |
| 1. | 5 luglio 2004 | Torneo di Wimbledon, Londra | Erba       | Ana Ivanović         | 6-4, 6(2)-7, 6-2 |

## Risultati in progressione
| Sigla | Risultato               |
| ----- | ----------------------- |
| V     | Vincitore               |
| F     | Finalista               |
| SF    | Semifinalista           |
| O     | Oro olimpico            |
| A     | Argento olimpico        |
| SF    | Bronzo olimpico         |
| QF    | Quarti di Finale        |
| 4T    | Quarto turno            |
| 3T    | Terzo turno             |
| 2T    | Secondo turno           |
| 1T    | Primo turno             |
| RR    | Round Robin             |
| LQ    | Turno di qualificazione |
| A     | Assente                 |
| ND    | Non disputato           |

| Legenda superfici    |
| -------------------- |
| Cemento              |
| Terra battuta        |
| Erba                 |
| Superficie variabile |

### Singolare nei tornei del Grande Slam
| Torneo          | 2005 | 2006 | 2007 | 2008 | 2009 | 2010 | 2011 | 2012 | 2013 | 2014 | 2015 | 2016 | 2017 | 2018 | 2019 | 2020 | 2021 | 2022 | 2023 | V--S  |
| --------------- | ---- | ---- | ---- | ---- | ---- | ---- | ---- | ---- | ---- | ---- | ---- | ---- | ---- | ---- | ---- | ---- | ---- | ---- | ---- | ----- |
| Australian Open | A    | A    | A    | 1T   | 3T   | 2T   | 1T   | 1T   | A    | A    | A    | 3T   | 1T   | 3T   | A    | 1T   | A    | Q2   | A    | 7-9   |
| Open di Francia | A    | A    | 2T   | 1T   | 3T   | 2T   | 1T   | 1T   | A    | A    | Q3   | 2T   | 1T   | 1T   | A    | A    | Q1   | A    | A    | 5-9   |
| Wimbledon       | 1T   | 2T   | 1T   | 2T   | 2T   | 1T   | 3T   | 2T   | A    | A    | Q2   | 1T   | 1T   | 1T   | A    | ND   | Q2   | A    | A    | 6-11  |
| US Open         | A    | A    | 2T   | 1T   | QF   | 2T   | 2T   | 1T   | A    | A    | 2T   | 3T   | Q2   | 1T   | A    | 2T   | A    | A    | A    | 11-10 |
| Totale          | 0-1  | 1-1  | 2-3  | 1-4  | 9-4  | 3-4  | 3-4  | 1-4  | 0-0  | 0-0  | 1-1  | 5-4  | 0-3  | 2-4  | 0-0  | 1-2  | 0-0  | 0-0  | 0-0  | 29-39 |

### Doppio nei tornei del Grande Slam
| Torneo          | 2005 | 2006 | 2007 | 2008 | 2009 | 2010 | 2011 | 2012 | 2013 | 2014 | 2015 | 2016 | 2017 | 2018 | 2019 | 2020 | 2021 | 2022 | 2023 | V--S  |
| --------------- | ---- | ---- | ---- | ---- | ---- | ---- | ---- | ---- | ---- | ---- | ---- | ---- | ---- | ---- | ---- | ---- | ---- | ---- | ---- | ----- |
| Australian Open | A    | A    | 2T   | V    | 1T   | 1T   | 1T   | 1T   | A    | A    | A    | 2T   | 1T   | A    | A    | 1T   | 2T   | A    | A    | 9-10  |
| Open di Francia | A    | A    | 2T   | SF   | 2T   | QF   | 1T   | 2T   | A    | A    | A    | 1T   | 1T   | 2T   | A    | 1T   | A    | A    | A    | 11-10 |
| Wimbledon       | A    | 1T   | 2T   | A    | 1T   | 1T   | A    | 1T   | A    | A    | A    | 1T   | 2T   | 1T   | A    | ND   | A    | A    | A    | 2-8   |
| US Open         | A    | 2T   | 2T   | 3T   | 1T   | 2T   | 2T   | 1T   | A    | A    | 1T   | 1T   | 1T   | 1T   | A    | A    | 1T   | A    | A    | 6-12  |
| Totale          | 0-0  | 1-2  | 4-4  | 12-3 | 1-4  | 4-4  | 1-3  | 1-4  | 0-0  | 0-0  | 0-1  | 1-4  | 1-4  | 1-3  | 0-0  | 0-2  | 1-2  | 0-0  | 0-0  | 28-40 |

### Doppio misto nei tornei del Grande Slam
| Torneo          | 2005 | 2006 | 2007 | 2008 | 2009 | 2010 | 2011 | 2012 | 2013 | 2014 | 2015 | 2016 | 2017 | 2018 | 2019 | 2020 | 2021 | 2022 | 2023 |
| --------------- | ---- | ---- | ---- | ---- | ---- | ---- | ---- | ---- | ---- | ---- | ---- | ---- | ---- | ---- | ---- | ---- | ---- | ---- | ---- |
| Australian Open | A    | A    | A    | A    | 1T   | A    | A    | A    | A    | A    | A    | A    | A    | A    | A    | A    | A    | A    | A    |
| Open di Francia | A    | A    | A    | 2T   | A    | A    | A    | A    | A    | A    | A    | A    | A    | A    | A    | A    | A    | A    | A    |
| Wimbledon       | A    | A    | QF   | 2T   | 1T   | 2T   | A    | A    | A    | A    | A    | A    | A    | A    | A    | A    | A    | A    | A    |
| US Open         | A    | A    | A    | 1T   | A    | A    | A    | A    | A    | A    | A    | A    | A    | A    | A    | A    | A    | A    | A    |

## Vittorie contro giocatrici Top 10
| Stagione | 2007 | 2008 | 2009 | 2010 | 2011 | 2012 | 2013 | 2014 | 2015 | 2016 | 2017 | Totale |
| Vittorie | 1    | 0    | 3    | 1    | 0    | 1    | 0    | 0    | 0    | 1    | 1    | 8      |

| #    | Giocatrice          | Ranking | Evento                            | Superficie  | Turno | Punteggio        | Rank. KBR |
| ---- | ------------------- | ------- | --------------------------------- | ----------- | ----- | ---------------- | --------- |
| 2007 |                     |         |                                   |             |       |                  |           |
| 1.   | Ana Ivanović        | 5       | Stuttgart Open, Stoccarda         | Cemento (i) | 2T    | 6-2, 1-6, 6-3    | 46        |
| 2009 |                     |         |                                   |             |       |                  |           |
| 2.   | Agnieszka Radwańska | 10      | Australian Open, Melbourne        | Cemento     | 1T    | 6(3)-7, 6-4, 6-3 | 59        |
| 3.   | Venus Williams      | 3       | Canadian Open, Toronto            | Cemento     | 2T    | 1-6, 7-5, 6-4    | 64        |
| 4.   | Elena Dement'eva    | 4       | Pan Pacific Open, Tokyo           | Cemento     | 2T    | 6-2, 6(3)-7, 6-1 | 33        |
| 2010 |                     |         |                                   |             |       |                  |           |
| 5.   | Li Na               | 9       | US Open, New York                 | Cemento     | 1T    | 2-6, 6-4, 6-2    | 59        |
| 2012 |                     |         |                                   |             |       |                  |           |
| 6.   | Sara Errani         | 10      | Rosmalen Open, Rosmalen           | Erba        | 1T    | 5-7, 6-3, 6-4    | 67        |
| 2016 |                     |         |                                   |             |       |                  |           |
| 7.   | Roberta Vinci       | 7       | Open di Francia, Parigi           | Terra rossa | 1T    | 6-1, 6-3         | 65        |
| 2017 |                     |         |                                   |             |       |                  |           |
| 8.   | Garbiñe Muguruza    | 7       | Dubai Tennis Championships, Dubai | Cemento     | 2T    | 4-1 rit.         | 79        |